# ایسان (مجموعه تلویزیونی)
ایسان (کره‌ای: 이산) که همچنین با نام یی سان، بادی از قصر نیز شناخته می‌شود، یک مجموعه تلویزیونی محصول کره جنوبی در سال ۲۰۰۷ با بازی لی سو جین و هان جی مین است.
این مجموعه از ۱۷ سپتامبر ۲۰۰۷ تا ۱۶ ژوئن ۲۰۰۸، روزهای دوشنبه و سه‌شنبه ساعت ۲۱:۵۵ (کی‌اس‌تی) از ام‌بی‌سی پخش شد. این مجموعه به کارگردانی لی بیونگ هون است که قبلاً مجموعه تلویزیونی جواهری در قصر را کارگردانی کرده است.
لی سو جین و هان جی مین به دلیل عملکرد خود در این مجموعه، در جوایز درامای ام‌بی‌سی مورد تقدیر قرار گرفتند.

## داستان
آغاز مجموعه تلویزیونی مراسم جشنی را نشان می‌دهد که گویا یکی از جشن‌های مهم دربار با حضور شاه، ملکه و دیگر درباریان است که ناگهان سربازان نمایش‌دهندهٔ تیراندازی، به سوی شاه و ملکه شلیک می‌کنند و با وجود روی دادن آشوب، شاه موفق به گریز می‌شود؛ ولی در حال گریز متوجه می‌شود که همه این اتفاق‌ها زیر سر پسرش بوده است. شاه سراسیمه از خواب بیدار می‌شود و تازه متوجه می‌شود که همهٔ این‌ها را خواب دیده … پدربزرگ ولیعهد، یونگ‌جو چوسان بیست و یکمین پادشاه چوسان همان یی گوم فرزند چوی سوک‌بین (چوی دونگ یی) می‌باشد در واقع ولیعهد نتیجه دونگ یی است.
امپراتور جوان پس از مرگ پدربزرگش به حکومت می‌رسد و در جریان حل مشکلات مردم با سختی‌های زیادی رو به رو می‌شود. او با دوست دوران کودکی‌اش که بانو سونگ نام دارد و اکنون بانوی نقاش خانه می‌باشد ازدواج می‌کند. آن‌ها زندگی خوبی با هم دارند و صاحب یک پسر می‌شوند.

## بازیگران

### اصلی
- لی سو جین درنقش یی سان/پادشاه جونگ‌جو[۵]
  - پارک جی بین درنقش کودکی سان

تنها پسر ولیعهد سادو و بانو هه‌گیونگ
- هان جی مین درنقش سونگ سونگ‌یون/سونگ اوی-بین[۶]
  - لی هان نا درنقش کودکی سونگ‌یون

معشوقه و سپس همسر محبوب پادشاه جونگ‌جو
- لی جونگ سو درنقش پارک دای‌سو[۷]
  - کوان جونگ مین درنقش کودکی دای‌سو

افسر نظامی مورد اعتماد پادشاه جونگ‌جو
- کیون می ری درنقش بانو هه‌گیونگ[۸]

مادر پادشاه جونگ‌جو
- پارک اون هه درنقش ملکه هیویی

همسر اصلی پادشاه جونگ‌جو
- لی سون جه درنقش پادشاه یونگ‌جو

پدربزرگ پادشاه جونگ‌جو
- کیم یو جین درنقش ملکه جونگ‌سون

همسر دوم پادشاه یونگ‌جو
- سونگ هیون آ درنقش شاهزاده‌خانم هواوان

دختر محبوب پادشاه یونگ‌جو
- چو کیونگ هوان درنقش وزیر کار
- چو یون وو در نقش جونگ هوگیوم

پسرخوانده شاهدخت هواوان
- هان سانگ جین درنقش هونگ گوک‌یونگ

دست راست پادشاه جونگ‌جو
- سونگ چانگ یی درنقش جونگ یاک‌یونگ

یک محقق آکادمی کنفوسیوس
- لی ایپ سه درنقش یانگ چوبی
- پارک یونگ جی درنقش کیم گی‌جو

برادر بزرگتر ملکه جونگ‌سون
- منگ سانگ هون درنقش نام شی‌چو

سر خواجهٔ پادشاه جونگ‌جو
- هان ایل سو درنقش چه جه‌گونگ

دستیار اداری پادشاه جونگ‌جو و وزیر دربار
- جی سانگ ریول درنقش یی چون/لی چون

هنرمند نقاش‌خانه سلطنتی
- یو مین هیوک درنقش تاک جی‌سو

هنرمند نقاش‌خانه سلطنتی
- چا جه دول درنقش یی هیانگ/ولیعهد مون‌هیو

پسر پادشاه جونگ‌جو و سونگ اوی-بین که در سن چهار سالگی درگذشت.

### سایر (شخصیت‌های تخیلی)
- یو جونگ سوک درنقش سونگ سونگ‌ووک

برادر کوچکتر سونگ‌یون
- جونگ هو کون درنقش مین جوشیک
- سون ایل کوان درنقش اوه جونگ‌هو
- گیونگ این سون درنقش ماک‌سون
- لی جونگ یونگ درنقش شین گوم
- بک مین درنقش او یی
- هوانگ ایل چونگ
- مِنگ بونگ هاک
- جو جه یون درنقش کاک جونگ‌یی
- لی جونگ سونگ

### حضور ویژه
- لی چانگ هون درنقش ولیعهد سادو

پسر پادشاه یونگ‌جو و پدر پادشاه جونگ‌جو
- هوانگ گوم هی درنقش هونگ وون-بین

خواهر هونگ گوک‌یونگ، همسر دوم پادشاه جونگ‌جو
- یو یون جی درنقش یون هووا-بین

همسر سوم پادشاه جونگ‌جو
- کانگ سان درنقش شاهزاده اون‌جون
- چوی جونگ وو درنقش خواجهٔ ولیعهد سادو
- یو جه سوک
- پارک میونگ سو
- جونگ جون ها
- جونگ هیونگ دون
- نو هونگ چول
- ایم هیون شیک

## صداپیشگان
- حمیدرضا آشتیانی‌پور (مدیر دوبلاژ)
- ناهید امیریان
- شوكت حجت در نقش ملکه هیویی
- ناصر احمدی در نقش یونگ‌جو چوسان
- کسرا کیانی در نقش جونگ‌جو چوسان
- شایسته تاجبخش
- سعید مقدم‌منش
- بیژن علی‌محمدی
- شهروز ملک‌آرایی
- مهدی آرین‌نژاد
- علیرضا شایگان
- فاطمه نیرومند
- محمد آفرین